# キリスト教神秘主義

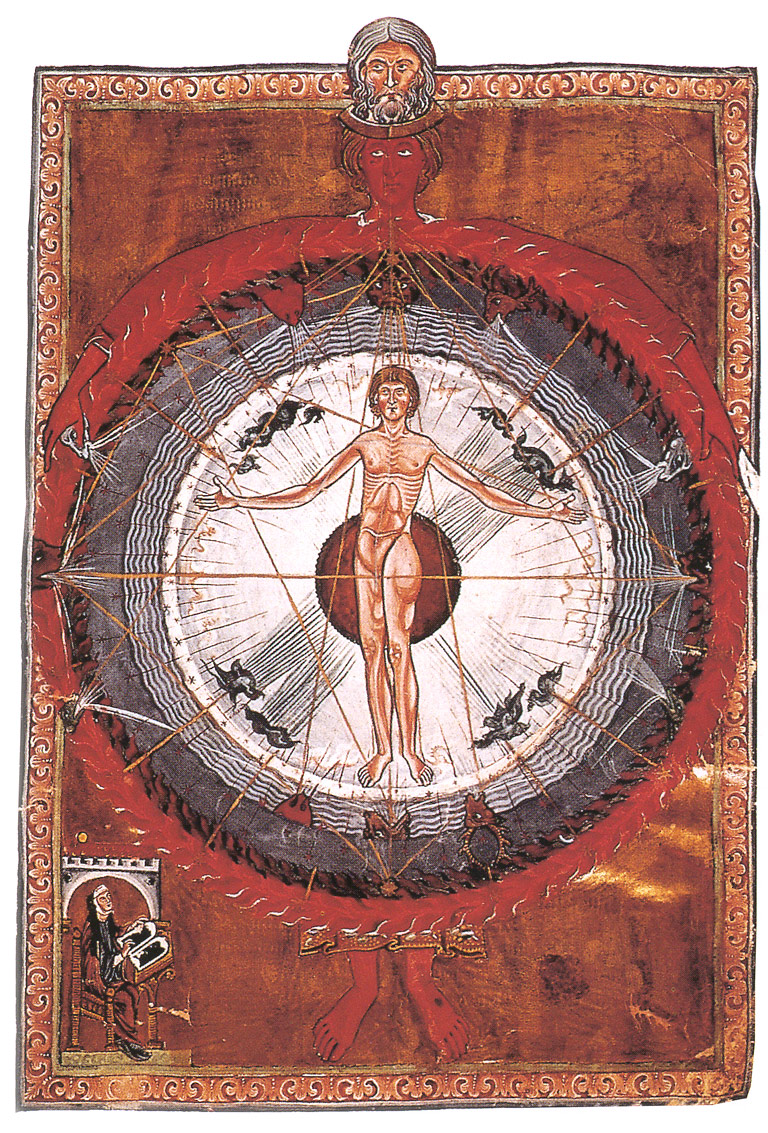
「宇宙の中の人間」（Universal Man）,ヒルデガルト・フォン・ビンゲン『神の業（わざ）の書』,1165年

キリスト教神秘主義（キリストきょうしんぴしゅぎ）は、人間が、神、イエス・キリスト、聖霊を直接経験するための実践である
。また、そこでのキリスト教神学は神秘神学と呼ばれる。
伝統的には、以下の実践が行われる。
- 聖なる読書（英語版）（霊的読書とも言う）[注釈 2]
- 祈り（口祷、黙想、観想）
- 自己制限（従順[注釈 3]、忍耐、沈黙、断食）
- 他者（または神）への奉仕（労働[1]、慈善）

キリスト教の一般的教理では、人々は聖書を学び、イエス・キリストを信じること、教会の儀式に参加することによって神に近づくこと、神を知ることができるとされている。特に、キリスト教神秘主義では、知性では到達できない霊的な真理を、おもに「キリストに倣う」ことにより、把握しようと努める。
キリスト教神秘主義はけっして分派主義ではなく、キリスト教初代教会から伝わる伝統的な考え方、実践方法であり、その本質は今も変わっていない。

## 聖書上の根拠
キリスト教神秘主義の伝統は、キリスト教史そのものと同じくらい古い。少なくとも新約聖書の3つの文書には、後のキリスト教神秘家の思想を思い起こさせる主題が幾つも見られる。
まず、「ガラテアの信徒への手紙 2:19 」には、次のようにある。
わたしは、キリストと共に十字架につけられています。生きているのは、もはやわたしではありません。キリストがわたしの内に生きておられるのです。わたしが今、肉において生きているのは、わたしを愛し、わたしのために身を献げられた神の子に対する信仰によるものです。――新共同訳。以下同。
キリスト教神秘主義にとって、次に重要な一節は「ヨハネの手紙一 3:2」 である。
愛する者たち、わたしたちは、今既に神の子ですが、自分がどのようになるかは、まだ示されていません。しかし、御子が現れるとき、御子に似た者となるということを知っています。なぜなら、そのとき御子をありのままに見るからです。
そして3番目は、（とりわけ東方キリスト教神秘主義にとって重要なのだが）、「ペトロの手紙二 1:4」 である。
この栄光と力ある業とによって、わたしたちは尊くすばらしい約束を与えられています。それは、あなたがたがこれらによって、情欲に染まったこの世の退廃を免れ、神の本性にあずからせていただくようになるためです。
また、キリスト教神秘主義においては、以下の2点が主要な主題である。
1. （キリストに倣った）人間と神との「霊的な合一」
2. 「鏡におぼろに映った」ようではなく、はっきりとありのままに知覚・経験される「神の完全な姿」

これらの点について、「コリントの信徒への手紙一 13:12 」には、以下のようにある。
わたしたちは、今は、鏡におぼろに映ったものを見ている。だがそのときには、顔と顔とを合わせて見ることになる。わたしは、今は一部しか知らなくとも、そのときには、はっきり知られているようにはっきり知ることになる。
他にも神秘体験の記述が見られる。例えば、「コリントの信徒への手紙二 12:2」 には、パウロが、ある人が、おそらく体を離れて「第三の天」まで引き挙げられた例を紹介している。
わたしは、キリストに結ばれていた一人の人を知っていますが、その人は十四年前、第三の天まで引き上げられたのです。体のままか、体を離れてかは知りません。神がご存知です。わたしはそのような人を知っています。彼は楽園にまで引き上げられ、人が口にするのを許されない、言い表しえない言葉を耳にしたのです。
このような神秘体験は、おそらくイエスの山上の変容（マルコ 9:2） の際にも起こった。共観福音書に確証されているように、この時、イエスは3人の使徒、すなわちペトロ、ヤコブ、ヨハネだけを率いて、高い山に登り、そこで彼は変容したのである。顔は太陽のように輝き、服は光のように白くなった。そこへ、モーセとエリヤが現れ、イエスと語り合った。そうして、光り輝く雲が彼らを覆い、「これはわたしの愛する子、わたしの心に適う者。これに聞け」という声が雲の中から聞こえた。

## キリスト教神秘主義の実践
このような神秘現象はしばしば、（キリスト教神秘主義を含む）神秘主義一般に見られるものであるが、キリスト教徒にとっては、強調点が別の所にある。つまり、キリスト教神秘主義で強調するのは、主に、人間の霊的変容である。人間の霊的変容とは、時として強調されるように、人間は「神の似姿に造られている」ので、より完全な人間になる、あるいは人間性をより実現するということである。キリスト教徒にとって、この「人間の潜在性を完全に実現すること」は、イエスにおいて最も完全に果たされており、また他の人においても、イエスとの結びつきを通じて実現される。この場合、キリスト教神秘家の場合は、イエスとの結びつきを意識しており、またガンジーのような、他の伝統宗教を信奉する者の場合は、イエスとの結びつきを意識していないという違いはあるけれども。
東方キリスト教界では伝統的に、この人間の変容について「神化」（theosis）という術語で表現している。この教理は、「神が人間となったのは、我々を神とするためである」という、一般に、アレクサンドリアのアタナシオスに帰される古い金言に最もよく表されている。
時代をさかのぼると、少なくともすでに、黒海南岸ポントスのエヴァグリオスや、偽ディオニュシオスなどのキリスト教神秘家は、聖なるものの三つの位階を求める実践道を探究していた。教派により、様相や用語は異なるが、この実践道は、「浄化」、「照明」、「合一」という段階を経ると説明され、これらは、肉体、心魂、霊という人間の「人性」の三形態を認識することに対応する。
第1の「浄化」の実践は、神秘家の修行の始まるところである。この段階の焦点は、訓練、とりわけ人間の肉体の制御にあり、神秘家は、独りで、または仲間とともに、一定の回数、一定の姿勢で（しばしば立ったまま、あるいは跪いて）祈りを行うことに重点を置く。断食と施しという別の修行も重視される。特に施しには、飢えている人に食べ物を与えたり、身寄りのない者に住まいを与えたりするなど、「慈しみの業」と言われる、霊的、かつ物質的な活動が含まれる。

キリスト教神秘主義一般の基礎となるこの浄化の実践は、パウロの言葉を借りれば、「霊によって体の仕業を絶つならば、あなたがたは生きます」、（「ローマの信徒への手紙 8:13」）ということである。「肉体のしわざ」とは、外面的な振る舞いのみならず、キリスト者として生きるのを妨げる習慣や態度、貪欲さ、耽溺など（いわゆる「情欲」）をも指す。これはもちろん、外面的なものだけではなく、内面的なものも指すのである。肉体上の制御を行うため、浄化の実践はしばしば、キリスト教神秘主義の実践全体と同じく、「禁欲主義・苦行」と呼ばれる。ここで追い求められるのは、本来の意味における「救済」であり、「永遠の命」を得るというよりも、霊的な、精神的な、感情的な、また肉体的な「癒やし」を得ることを言う。
第2の「照明」の実践は、聖霊が人の心を照らし、聖書やキリスト教の伝承に明示されている真理のみならず、自然界に明示されている真理を悟る知恵を与えてくれるという働きに関わるものである。ここで言う「自然界の真理」とは、科学的な意味ではなく、経験するあらゆる事物の中に神の働きを感じるというような、森羅万象の「深み」を照らす働きを指す。
第3の「合一」の実践は、西洋世界で普通、「瞑想」と呼ばれ、何らかの形で、神と一体になる経験に関わる。この一体化の経験は様々であり、記述するのが難しい。しかし、先ず第一に「神の愛」に関連づけられる。「ヨハネの手紙一 4:16」に「神は愛です。愛にとどまる人は、神の内にとどまり、神もその人の内にとどまってくださいます」とあるように、知性による以前に、心によって、至高なる存在を知るのであるという根本テーマである。
この3段階について、第1、第2は、第3へと至る凖備的なものであると説く古典的神秘主義の教えもあり、一方、この3つは相互に重なり合っているものだと説くものもある。
キリスト教神秘主義の別の特徴は、集団生活に関係するものである。世を捨てた隠者にとってさえ、キリスト者の生活は常に、教会や信徒の交わりとともにあった。すなわち、とくに「聖餐式」（典礼ミサ・聖体礼儀）などの集団儀礼に参加することは、キリスト教神秘主義にとって不可欠の要素である。これにより、霊的指導者や告悔師（聴罪司祭）、また「魂の友」と交わることができ、霊的な修道の過程について論じ合うことができる（霊的な師は、聖職者である場合も在俗信徒である場合もある）。

## 主な神秘家のことば
教父、師父、神秘家と呼ばれる人たちの言葉の多くには深い意味があり、キリスト教の神秘を理解するために有益である。その理由から以下に神秘家たちの言葉を各著作から引用する。

### シリアのイサアク
高度な霊性浄化を達成したと思われるシリアのイサアクの苦行的説教集から彼のことばを引用する。
「視よ、苦行により人に如何なる幸福の生ずるかを。人は祈祷に膝を屈め、手を天に挙げ、面はハリストスの十字架に向かい、その悉くの思いを一つにまとめて神に祈るに集中すること屡々（しばしば）之あらん、而して人が涙と感動とを以って祈祷するやその間に之と同時に忽焉（こつえん）としてその心に楽しみを注ぐ泉の沸騰するありて、その肢体は弱り、目は閉ぢ、面は地に俯して、その所思（しょし）は変化す、よりて人はその全身に惹き起こさるる歓喜の為に叩拝（こうはい）を為す能はざることあらん。人よ読む所のものに注意せよ。けだし奮闘せずんば獲る所あらざるべく、熱心に門を叩き、そのかたわらに不断儆醒（けいせい）して止（とど）まらずんば聴かれざるべし。」 。

### ラウレンシオ修士
カルメル会の修道士、ラウレンシオ修士（1614～1691）の霊的訓言に記されたことば。
「私たちのすべての行為が、どれこれの区別なく、みな、神との小さい語らいの一種となるように、しかもそれが、別に前もって考えたりしたものでなく、心の純潔さ、単純さからほとばしるがままの語らいであるように努めるべきである。」
「霊と実とをもって、神を礼拝するとは、私たちが、彼を礼拝すべきように礼拝することである。神は霊であるから、霊と実とをもって、すなわち、私たちの霊魂の奥深い中心で、霊の謙遜真実な礼拝を捧げることである。この礼拝を見得るのは、神だけである。私たちはそれをたびたび繰り返しているうちに、ついにはまるで自然のようになり、あたかも神が私たちの霊魂と一であられ、私たちの霊魂は神と一であるかのようになる。実行してみれば、それがわかる。」

### サーロフのセラフィム
サーロフのセラフィム（1759～1833）が心の平安について語ったことば。
「人が彼の霊を内部に向け、その心の中で行動するのは、賢い魂のしるしである。そうすると神の恩恵が彼を覆いつくし、平安を得る。すなわち彼は正しき良心を享受する。同時に彼は、彼の場所は平和のうちにある、という神の言葉に従って、自分自身の内部で聖霊の恩恵を黙想しつつ、超自然的平安に達する。人が平和のうちにあれば、神はあたかもスプーンをもってするかのように、霊的な賜物を与えられる。」

### ヴォロネジのアントニィ大主教
深遠なる神秘家であったヴォロネジのアントニィ大主教（1773～1846）がキエフのパルフェーニィ長老（1790～1855）に書き送ったことば。
「大修道服は私たちの救い主イエスス・キリストのみ言葉そのものに基づいた、キリスト教徒の謙虚さのはかり知れない深みと高みである。『心が柔和で謙虚であることを私から学びなさい。あなたの魂は、休らぎを見い出すであろう。』（マタイ11:29）。こうした少ない言葉に私たちの救いのすべての神秘が述べられているのです。」

### タイーシア女子修道院長
レーウシンの女子修道院長タイーシア・ソローポワ（1841～1915）はおそらくロシアで最も深遠な女性神秘家であると思われる。彼女の回想録には多くの神秘的な幻視や恍惚状態が記されている。1885年11月8日、奉神礼の間の記述より。
「ヘルビム賛歌が歌われた。私の心は喜びに満たされたが、私は自分を抑え、私の感情を表すまいとして、また他の人の邪魔をしまいとして、聖歌隊の指揮をし続けた。聖歌隊が『今こそすべての世の煩いを忘れ去ろう』と歌い始めたとき、私は無意識に目を上げた。そしてどんな秩序だった方法でも言い表すことのでのきない、描き出すこともできないような何ものかを見た。聖像画障（イコノスタス）の王門のちょうど正反対のところ、聖所の高壇（ソレア）の上である秘密の儀式が行われているのを見た。天使たちに囲まれた救い主がそこにいて、何かが行われているように思われた。けれども私には何か異様なものが見えたり、聞こえたりはしても、それが何であるとか、どのように行われているのか、描写することは全然できない。私は幻視の始まるのに我を忘れて夢中になっていた。賛歌が歌い終わり、パンとぶどう酒の奉献行列（大聖入）が終わったとき、私は何も見えず、何も理解できなかった。私は何も覚えていない。私は信経宣言の前に連祷の最後の懇願が歌われたとき、ようやく我に返った。涙が私の頬をしたたり落ちた。そのときはじめて私は皆が私を見ているのに気がついた。」。

### シルワン長老
シルワン長老（1866～1938）は26歳のとき聖山アトスにはいり、パンテレイモン修道院で修道生活を送り、会計や購買係、耕作や製粉の労働にも従事した。彼の日常は他のすべての修道者のそれとまったく同じであり、仕事の単調さのため、他の者はだれ一人として彼の偉大な霊性に気づくことはなかった。以下、シルワンの手記から引用。
「神のやさしさを体験した人は、神の国が私たちのうちにあると知っている。謙虚さと涙を愛し、悪い考えを嫌う人は幸いだ。兄弟を愛する人は幸いだ。兄弟は私たちの生命だからである。兄弟を愛する人は喜びと平安を注ぎ、全世界のために涙を与えてくださる神の聖霊を感ずるままにもたらす。私は人々のために苦しむが、彼らについて黙ることができない。私は泣けば泣くほど、彼らを愛し、彼らのために涙をもって祈る。兄弟たちよ、私は黙らない。神のやさしさを隠せない。そして悪魔の狡猾さに警戒せよ、と言わざるを得ない。」。

## 主なキリスト教神秘思想家
- 洗礼者ヨハネ
- ペトロ
- パウロ（? - 66年頃）
- 使徒ヨハネ（? - 100年頃）
- アレクサンドリアのクレメンス（? -216年）
- オリゲネス（3世紀）
- エジプトのマカリオス（300年頃 - 391年頃）[9]
- ナジアンゾスのグレゴリオス（329年頃 - 389年）
- ニュッサのグレゴリオス（335年頃 - 394年以降）
- ポントスのエヴァグリオス（en, 345年 - 399年）[10]
- アウグスティヌス（354年 - 430年）
- ヨハネ・カッシアヌス（英語版）(360年? - 435年?)
- 擬マカリオス（4-5世紀）[11]
- 偽ディオニュシオス・アレオパギテス（5世紀）
- フォティケーのディアドコス（英語版）（5世紀、フォティケーの司教）[12]
- グレゴリウス1世（540年 - 604年）
- 梯子のヨハネ　(579年 - 649年)
- シリアのイサアク（7世紀）
- 新神学者シメオン（949年 - 1022年）
- アンセルムス（1033年 - 1109年）
- サン・ヴィクトルのフーゴー（1097年 - 1141年）
- ヒルデガルト・フォン・ビンゲン（1098年 - 1179年）
- マクデブルクのメヒティルト（en, 1210年 - 1279年）
- ハッケボルンのメヒティルト（1240年/1241年 – 1298年/1299年）
- ヘルフタの聖ゲルトルード（大聖ゲルトルード）（1256年1月6日 – 1301年/1302年）
- マイスター・エックハルト（1260年 - 1327年）
- シナイのグレゴリオス（1260年？ - 1346年）
- グレゴリオス・パラマス（1296年 - 1359年）
- スウェーデンのビルギッタ（1302年 - 1373年）
- ニコラオス・カバシラス（1323年頃 -1391年以降）
- ノリッジのジュリアン（1342年 - 1416年）
- マージェリー・ケンプ（en, 1373年 - 1438年）
- アビラのテレサ（1515年 - 1582年）
- 十字架のヨハネ（1542年 - 1591年）
- ヤーコプ・ベーメ（1575年 - 1624年）
- トマス・ブラウン（en, 1605年 - 1682年）
- ラウレンシオ修士 (1614年 - 1691年)[13]
- アンゲルス・ジレジウス（en, 1624年 - 1677年）
- ジョージ・フォックス（1624年 - 1691年）
- サラ・ワイト（Sarah Wight, 1632年 - ?）
- ギュイヨン夫人（1648年 - 1717年）
- エマヌエル・スウェデンボルグ（1688年 - 1772年）
- ジョン・ウールマン（en, 1720年 - 1772年）
- ウィリアム・ブレイク（1757年 - 1827年）
- サロフのセラフィム（1759年 - 1833年）
- アンナ・カタリナ・エンメリック（1774年 - 1824年）
- ヤーコプ・ロルバー（en, 1800年 - 1864年）
- 無名の順礼者 (19世紀)[14]『無名の順礼者ーあるロシア人順礼の手記』より
- 隠遁者フェオファン（1815年 - 1895年）[15]
- クロンシュタットのイオアン（1829年 - 1908年）[16]
- タイーシア・ソローポワ（1841年 - 1915年）[17]
- リジューのテレーズ（1873年 - 1897年）
- イオアン・マクシモヴィチ（en, 1896年 - 1966年）
- エイデン・ウィルソン・トーザー（en, 1897年 - 1963年）
- ピエトレルチーナのピオ（en, 1887年 - 1968年）
- アドリエンヌ・フォン・シュパイア（1902年 - 1967年）
- マリア・ファウスティナ・コワルスカ（en, 1905年 - 1938年）
- トマス・マートン（en, 1915年 - 1968年）
- トマス・キーティング（en, 1923年 - ?）
- リチャード・フォスター（en）

## 主な著作

### 伝記
- Bernard McGinn: The Foundations of Mysticism: Origins to the Fifth Century, 1991, reprint 1994, ISBN 0824514041
- Bernard McGinn: The Growth of Mysticism: Gregory the Great through the 12th Century, 1994, paperback ed. 1996, ISBN 0824516281
- Evelyn Underhill: Mysticism: A Study in Nature and Development of Spiritual Consciousness, 1911, reprint 1999, ISBN 1851681965（日本語訳：門脇由紀子・今野喜和人・鶴岡賀雄共訳）　『神秘主義』　ジャプラン出版、1990年、ISBN 4915536092、絶版。
- チト・コリャンデル 著　『行者たちの道』　あかし書房、1989年。 ISBN 978-4870138469
- Tito Colliander:  Way of the Ascetics, 1981, ISBN 0060615265
- Thomas E. Powers:  Invitation to a Great Experiment:  Exploring the Possibility that God can be Known, 1979, ISBN 0385141874
- Richard Foster:  Celebration of Discipline: The Path to Spiritual Growth, 1978, ISBN 0060628316

### 主要な神秘主義作品
- 聖十字架のヨハネ（St. John of the Cross）: 『カルメル山登攀』（en:Ascent of Mount Carmel）, 『暗夜』　（en:Dark Night of the Soul）
- アビラのテレサ（St. Teresa）: 『霊魂の城』　（en:The Interior Castle）
- マイスター・エックハルト（Meister Eckhart）: 相原信作 訳　『神の慰めの書』　講談社学術文庫。中山善樹 訳　『エックハルト ラテン語著作集　第Ⅳ巻　全56篇のラテン語説教集』（全5巻）、（German and Latin sermons）
- ヤン・ファン・リュースブルク(en): 『キリスト教神秘主義著作集　<9> ゾイゼとリュースブルク』　教文館　（The Adornment of Spiritual Marriage）
- 作者不詳、序論・原文校訂ウイリアム･ジョンストン、斎田靖子 訳 『不可知の雲』　エンデルレ書店、1995年。ISBN 475440257X。
- 作者不詳: en:Theologia Germanica
- イグナチオ・デ・ロヨラ（Ignatius of Loyola|St.Ignatius Loyola）: 『霊操』　（Spiritual Exercises）
- ウィリアム・ロー（en:William Law）: Works
- ジョージ・フォックス（George Fox）: The Journal
- en:Heinrich Suso: The Book of Eternal Wisdom
- トマス・ア・ケンピス（Thomas à Kempis）:　『キリストに倣いて』 （On the Imitation of Christ）
- en:Jakob Lorber: en:Great Gospel of John
- en:Max Heindel: The Rosicrucian Cosmo-Conception or Mystic Christianity
- 偽ディオニュシオス・ホ・アレオパギテース: 『神名論』Divine Names,　『天上位階論』Celestial Hierarchy, 　『神秘神学』Mystical Theology
- 『フィロカリア』（en:Philokalia）
- 『修徳の実践-心の祈り（イエスへの祈り）に関する著述-』　斎田靖子 訳、（フィロカリアの部分訳。隠修士ニケフォロス、シナイの聖グレゴリウス、新神学者シメオンを収録。）エンデルレ書店、1995年。ISBN 475440260X。
- シリアのイサアク : （梶原史朗訳、A.M. Allchin、Sebastian P. Brock）　『同情の心　-シリアの聖イサクによる黙想の６０日-』　聖公会出版　1990年。 ISBN 978-4882740605。
- ラウレンシオ修士 : 東京女子跣足カルメル会訳　『神の現存の体験』　ドン・ボスコ社、2013年。 ISBN 978-4886260451。
- ノリッジのジュリアン : （内桶真二 訳、Marion Glasscoe 編）　『神の愛の啓示　ノリッジのジュリアン』　大学教育出版、2011年。ISBN 978-4887309951。
- A・ローテル 訳　『無名の順礼者ーあるロシア人順礼の手記』　エンデルレ書店、1995年。 ISBN 978-4754402563